# N-07D
docomo with series MEDIAS X N-07D（ドコモ ウィズシリーズ メディアス エックス エヌゼロナナディー）は、NECカシオ モバイルコミュニケーションズによって開発された、NTTドコモの第3.9世代移動通信システム（Xi）と第3世代移動通信システム（FOMA）とのデュアルモード端末である。docomo with seriesのひとつ。

## 概要
N-04DおよびN-05Dの後継機種であり、MEDIASシリーズ初のAndroid 4.0搭載モデルである。
厚さ7.8mmの薄型ボディと明るいカラーリングが採用されており、ホームボタンは従来のタッチセンサー式からN-04C以来の物理キー式に変更されている。これにより、スリープからの復帰（画面ON）が可能となった。
また、追加された機能としてはモバキャス(NOTTV)に対応したほか、1800mAhの大容量電池も搭載しており、充電のお知らせ（電池残量15%未満）が表示されてからすぐに充電を行った場合、約30分で50%まで充電が可能な急速充電に対応している（同梱の卓上ホルダN40およびACアダプタN04が必要）。さらに通常では押した感触のないタッチパネルでの確かな操作性を実現するユーザーインターフェイス「フィーリングタッチ」を採用。アイコンタッチやスクロール等の操作時に振動することで、確かな操作感が得られる他、キータッチ、フリック、長押し感のある文字入力では、キーが振動するので入力ミスを防げる。またアプリダウンロード完了時や電話が途中で切れた時、アプリ更新等を振動で通知するので、画面を見なくても状態が分かる。
メインカメラは有効画素数810万画素で、ソニーが開発した裏面照射型CMOSセンサー「Exmor R for mobile」を採用し、薄暗い場所や夜景でも明るくきれいに撮影できる。また約0.6秒の瞬速起動と撮影間隔約0.3秒の瞬速撮影に対応しており、シャッターチャンスに素早く起動して、次々に撮影できる。1920×1080ドットのフルハイビジョン動画の撮影にも対応している。

また有効画素数130万画素のインカメラも搭載しており、自分撮りやツーショット撮影が簡単にできる他、顔認証によるロック解除も可能。
ただしおくだけ充電には対応していない。
最近のMEDIASシリーズでは珍しくカシオ計算機製の腕時計G-SHOCKとの連携に非対応だったが、2012年11月26日に行われたソフトウェアアップデートにより利用できるようになった。

## 主な機能
| 主な対応サービス                                 | 主な対応サービス                         | 主な対応サービス                       | 主な対応サービス                              |
| ------------------------------------------------ | ---------------------------------------- | -------------------------------------- | --------------------------------------------- |
| タッチパネル／加速度センサー                     | Xi／FOMAハイスピード                     | Bluetooth                              | DCMX／おサイフケータイ／赤外線／トルカ        |
| ワンセグ／モバキャス                             | メロディコール                           | テザリング                             | WiFi IEEE802.11b/g/n                          |
| GPS                                              | spモード／電話帳バックアップ             | デコメール／デコメ絵文字／デコメアニメ | iチャネル                                     |
| エリアメール／ソフトウェアーアップデート自動更新 | デジタルオーディオプレーヤー(WMA)(MP3他) | GSM／3Gローミング（WORLD WING）        | フルブラウザ／Flash Player                    |
| Google Play／dメニュー／dマーケット              | Gmail／Google Talk／YouTube／Picasa      | バーコードリーダ／名刺リーダ           | ドコモ地図ナビ／Google Maps／ストリートビュー |

## 歴史
- 2012年5月16日 - NTTドコモより発表。
- 2012年7月6日 - 事前予約開始。
- 2012年7月13日 - 発売開始[5]。
- 2013年5月8日 - Android 4.1バージョンアップ対象機種に選定される[6]。
- 2014年2月4日 - Android 4.1へバージョンアップ開始[7][8]。

## アップデート・不具合など
2012年7月20日のアップデート
- 省電力モードの状態で、まれに本体が再起動する場合がある。
- ビルド番号がA1000921、A1000931からA1000941になる。

2012年7月26日のアップデート
- スピーカ音が音割れする場合がある。
- 充電動作およびバックライト抑制などの制御に至る通知タイミングの最適化。
- ビルド番号がA1000941からA1000961になる。

2012年8月20日のアップデート
- 省電力モードの状態で音声着信した際、まれに画面が自動で表示されない場合がある。
- ビルド番号がA1000961からA1000971になる。

2012年9月26日のアップデート
- ホーム画面やブラウザなどのアプリケーションを使用中に、「問題が発生したためMmbServiceProcessを終了します」と表示される場合がある。
- ビルド番号がA1000971からA1000991になる。

2012年11月26日のアップデート
- G-SHOCK連携機能への対応。BluetoothのプロファイルにANP／FMP／PASP／PXP／TIPが追加される。
- カメラの撮影モードをクイックショットモードに設定し撮影すると、まれにエラーが発生し撮影できない場合がある。
- ビルド番号がA1000991からA1010601になる。

2013年1月23日のアップデート
- Bluetooth接続中に画面スリープから復帰させる際、パターンロック解除に失敗するとBluetoothが切断される場合がある。
- ビルド番号がA1010601からA1010711になる。

2013年2月25日のアップデート
- カメラの撮影モードを「ベストフォト」設定にしている際、まれにカメラが起動できない場合がある。
- ビルド番号がA1010711からA1010901になる。

2013年9月2日のアップデート
- スリープ状態でWi-Fi圏外に移動すると、圏内に戻っても再びWi-Fi通信が可能になるまでに時間がかかる場合がある。
- ビルド番号がA1010901からA1011111になる。

2014年1月21日のアップデート
- USBケーブルでパソコンを接続したとき、まれに携帯電話（本体）が再起動する場合がある。
- ビルド番号がA1000921、A1000931、A1000941、A1000961、A1000971、A1000991、A1010011、A1010601、A1010711、A1010901、A1011111からA1011401になる。

2014年2月4日のアップデート（OSバージョンアップ）
- Android 4.1における共通の変更点
  - Android OS全体で、表示速度とタッチ反応が向上。
  - Google Nowへの対応。
  - ステータスバーから次のアクションが可能に。
  - ウィジェットのサイズ変更が可能に。
  - 電源キー長押し時、「電源を切る」「機内モード」の他、「再起動」も選択可能に。
  - 「Chrome」アプリの追加。
  - Flash Playerの機能削除。
- 本機特有の主な変更点
  - マナーモード中におけるメディア音の鳴動設定が可能に。
  - 「ついっぷるテレビ」の登録チャンネル数が12チャンネルから40チャンネルに増加。
- ドコモ共通の変更点
  - 「しゃべってコンシェル」の追加。
- ビルド番号がA1000921、A1000931、A1000941、A1000961、A1000971、A1000991、A1010011、A1010601、A1010711、A1010901、A1011111、A1011301、A1011401からA1202301になる。